# Борис Јеринић
Борис Јеринић (Добој, СФРЈ, 4. децембар 1980) српски је политичар, теолог и мастер менаџмента. Садашњи је градоначелник Добоја и функционер Савеза независних социјалдемократа (СНСД). Бивши је народни посланик у Народној скупштини Републике Српске, замјеник министра одбране у Савјету министара Босне и Херцеговине и функционер Српске демократске странке (СДС).

## Биографија
Основну школу је завршио у родном граду, а средњу школу на Цетињу. Дипломирао је на Теолошком факултету у Санкт Петербургу. Мастер студије је завршио на Факултету за образовање дипломираних правника и дипломираних економиста за руководеће кадрове у Новом Саду те стекао звање дипломираног мастера менаџмента организације.
Био је директор ЈП Преслица, директор Дирекције за развој и изградњу и начелник Одјељења за борачко-инвалидску заштиту  града Добој. Бивши је предсједник Младих Српске демократске странке и члан Предсједништва СДС-а. Затим, од 2010. до 2014. био је народни посланик у Народној скупштини Републике Српске, а биран је за народног посланика и октобра 2014. Обављао је функцију замјеника министра одбране у Савјету министара Босне и Херцеговине задуженог за управљање ресурсима (2015—2018).
Борис Јеринић је новембра 2018. искључен из чланства Српске демократске странке убрзо након искључења добојског градоначелника Обрена Петровића који је изабран за посланика у Представничком дому Парламентарне скупштине Босне и Херцеговине и који је заједно са Градским одбором СДС Добој одлучио да буде дио парламентарне већине супротно ставовима страначког руководства. Њихови градски одборници иступили су из странке и подржали листу „Заједно за Добој” која је као независног кандидата за градоначелника предложила Бориса Јеринића. Децембра 2018. изабран је за замјеника градоначелника до пријевремених избора. Дана 17. фебруара 2019. изабран је за градоначелника Добоја.
Говори руски и њемачки језик. Ожењен је и отац два сина.